# Koliella
Koliella es un género de algas verdes en el orden Prasiolales.
El nombre del género Koliella es en honor a Erszébet (Elizabet) Kol (1897-1980), quien fue una botánica húngara (micología y algología) que trabajó en el Museo Nacional Húngaro en Budapest.
El género fue circunscripto por František Hindák en Nova Hedwigia vol.6 (issues 1/2) en la página 99 en 1963.

## Especies
Se reconocen las siguientes:
- Koliella alpina (Kol) Hindák C
- Koliella antarctica C.Andreoli, G.M.Lokhorst, A.M.Mani, L.Scarabel, I.Moro, N.La Rocca & L.Tognetto P
- Koliella bernina (Kol) Hindák C
- Koliella bratislaviensis (Hindák) Hindák C
- Koliella budapestinensis Hortobágyi P
- Koliella chodatii (Kol) Hindák C
- Koliella closterioides (Kufferath) Hindák C
- Koliella corcontica Hindák S
- Koliella crassa Hindák C
- Koliella elongata (Nygaard) Nygaard P
- Koliella grandis Tchuvashov P
- Koliella helvetica (Kol) Hindák C
- Koliella longiseta (Vischer) Hindák C
- Koliella nivalis Hindák C
- Koliella planctonica Hindák S
- Koliella pyranoidifera (Korsikov) Hindák P
- Koliella pyrenoidifera (Korshikov) Hindák C
- Koliella sempervirens (Chodat) Hindák S
- Koliella setiformis (Kom.-Legn.) Nygaard P
- Koliella sigmoidea Hindák P
- Koliella spiculiformis (Vischer) Hindák C
- Koliella spiralis Kuosa C
- Koliella spirotaenia (G.S.West) Hindák C
- Koliella spirulinoides Hindák P
- Koliella stagnalis Hindák S
- Koliella tatrae (Kol) Hindák C
- Koliella transsylvanica (Kol) Hindák C
- Koliella variabilis (Nygaard) Hindák C
- Koliella viretii (Chodat) Hindák C